# Maciej Niesiołowski
Maciej Gawin Niesiołowski (ur. 4 lutego 1946 w Świętochłowicach) – polski wiolonczelista i dyrygent.

## Biogram
Syn Zbigniewa Gawina Niesiołowskiego i Zofii Osuchowskiej. Wnuk Witolda Gawina Niesiołowskiego (1866-1954), pułkownika wojska austriackiego i Wojska Polskiego, naukowca entomologa. Urodził się na Górnym Śląsku (rodzina pochodziła z Małopolski). Ukończył szkołę muzyczną w Bytomiu. W Państwowej Wyższej Szkole Muzycznej w Warszawie studiował naukę gry na wiolonczeli u Arnolda Rezlera i dyrygenturę u Bohdana Wodiczki. Jest także absolwentem warszawskiej Szkoły Główniej Handlowej, dawniej Szkoły Głównej Planowania i Statystyki (Studium Obrotu Dziełami Sztuki Profesjonalnej na Wydziale Handlu Zagranicznego).
Jako wiolonczelista grał w Orkiestrze Filharmonii Narodowej w Warszawie, zespole kameralnym „Con moto ma cantabile” i w Kwartecie Wilanowskim. Jako dyrygent zaczął pracować w 1974 roku. Kierował orkiestrami w Warszawskiej Operze Kameralnej, w Teatrze Wielkim w Warszawie, orkiestrą warszawskiej Akademii Muzycznej, był dyrektorem artystycznym Teatru Muzycznego w Łodzi. 
Popularność zyskał dzięki cyklowi muzycznych programów telewizyjnych „Z batutą i humorem”, za które otrzymał Nagrodę Radiokomitetu w 1989 roku. W 1990 roku został uhonorowany nagrodą publiczności wiktory.
Jego żoną jest skrzypaczka Magdalena Rezler-Niesiołowska (córka Arnolda Rezlera).